# Enric Mas
Enric Mas Nicolau (Artà, 7 januari 1995) is een Spaanse wielrenner die sinds 2020 rijdt bij het Spaanse Movistar Team.

## Carrière
Als junior werd Mas in 2012 nationaal kampioen tijdrijden, voor Óscar González en Juan Camacho.
In 2016 wist Mas de tweede etappe van de Ronde van Alentejo te winnen door in een sprint heuvelop Garikoitz Bravo en Rui Oliveira respectievelijk twee en vier seconden voor te blijven. Hiermee nam hij de leiderstrui over van Imanol Estévez. Een dag later raakte Mas de leiderstrui echter weer kwijt aan Krister Hagen, maar na een vijfde plek in de laatste etappe won Mas zowel het eind-, het punten- en het jongerenklassement. In juni nam hij deel aan de Ronde van Savoie, waar hij na een derde plaats in de vierde etappe, een individuele tijdrit, de leirderstrui overnam van Léo Vincent. In de laatste etappe wist Mas die leiderstrui te behouden, zijn naaste belager Tao Geoghegan Hart klopte hem echter wel in een sprint-à-deux. In het eindklassement had Mas een voorsprong van drie seconden op Hart.
In de Ronde van de Aostavallei, een belangrijke Italiaanse beloftenkoers, eindigde Mas in vier van de vijf etappes op het podium, in de andere etappe werd hij vierde. In het eindklassement moest hij enkel Kilian Frankiny acht seconden voor zich dulden, wel won Mas het puntenklassement. Twee dagen na deze wedstrijd werd bekend dat Mas net als zijn ploeggenoten Maximilian Schachmann en Rémi Cavagna een contract had getekend bij Etixx-Quick Step.
Zijn debuut voor Quick-Step Floors maakte Mas in de Tour Down Under, waar hij tweemaal bij de beste twintig renners finishte. In april werd hij veertiende in het eindklassement van de Ronde van het Baskenland. Anderhalve maand later deed hij hetzelfde in de Ronde van Californië. In augustus werd hij tweede in zowel het eind-, het punten- als het bergklassement van de Ronde van Burgos. Wel schreef hij het jongerenklassement op zijn naam. Later die maand reed hij de Ronde van Spanje, waarin een derde plaats in de zesde etappe zijn beste resultaat was.
Het seizoen 2018 begon voor Mas in de Tour Down Under, waar hij zeventiende in het eindklassement werd. In april van dat jaar behaalde hij zijn eerste profzege toen hij in de laatste etappe van de Ronde van het Baskenland standhield vanuit de vroege vlucht. Door zijn overwinning steeg hij naar de zesde plaats in het door Primož Roglič gewonnen eindklassement en eindigde hij bovenaan het jongerenklassement.
In 2022 moest Mas de Ronde van Frankrijk na 18 etappes verlaten na een positieve test op COVID-19. Mas was op plek 11 de op de dat moment hoogst geklasseerde Spanjaard en renner van Movistar Team. Een jaar later viel Mas al in de eerste etappe van de Ronde van Frankrijk uit met een sleutelbeenbreuk.

## Palmares

### Overwinningen
2012
- Spaans kampioen tijdrijden, Junioren

2016
- 2e etappe Ronde van Alentejo
- Eind-, punten- en jongerenklassement Ronde van Alentejo
- Eind-, punten- en jongerenklassement Ronde van Savoie
- Puntenklassement Ronde van de Aostavallei

2017
- Jongerenklassement Ronde van Burgos

2018
- 6e etappe Ronde van het Baskenland
- Jongerenklassement Ronde van Zwitserland
- 20e etappe Ronde van Spanje
- Jongerenklassement Ronde van Spanje

2019
- 4e etappe Ronde van Guangxi
- Eind- en jongerenklassement Ronde van Guangxi

2020
- Jongerenklassement Ronde van Spanje

2021
- 3e etappe Ronde van Valencia

2022
- Ronde van Emilia

### Resultaten in voornaamste wedstrijden
| Jaar | Ronde van Italië | Ronde van Frankrijk | Ronde van Spanje |
| ---- | ---------------- | ------------------- | ---------------- |
| 2017 |                  |                     | 71e              |
| 2018 |                  |                     | ↑ (1)            |
| 2019 |                  | 22e                 |                  |
| 2020 |                  | 5e                  | 5e               |
| 2021 |                  | 6e                  | ↑                |
| 2022 |                  | opgave              | ↑                |
| 2023 |                  | opgave              | 6e               |
| 2024 |                  | 19e                 | ↑                |
| 2025 |                  | opgave              |                  |

| Jaar | Amstel Gold Race | Luik-Bast.‑Luik | Ronde van Lombardije | Waalse Pijl | Clásica San Sebastián |  | WK op de weg |  | Wereldranglijsten |
| ---- | ---------------- | --------------- | -------------------- | ----------- | --------------------- |  | ------------ |  | ----------------- |
| 2017 |                  | opgave          |                      |             | 77e                   |  |              |  | 181e (UWT)        |
| 2018 | opgave           | 81e             | 51e                  | opgave      |                       |  | opgave       |  | 26e (UWT)         |
| 2019 |                  | 59e             | 13e                  | 30e         | 8e                    |  |              |  | 65e (UWT)         |
| 2020 |                  |                 |                      |             |                       |  | opgave       |  | 40e (UWR)         |
| 2021 |                  | 116e            |                      | 77e         |                       |  |              |  | 25e (UWR)         |
| 2022 |                  | 12e             | ↑                    | 33e         |                       |  |              |  | 19e (UWR)         |
| 2023 |                  | opgave          | opgave               | 17e         |                       |  |              |  | 50e (UWR)         |
| 2024 |                  |                 | 5e                   |             |                       |  | 8e           |  | 11e (UWR)         |
| 2025 |                  | 99e             |                      | opgave      |                       |  |              |  |                   |

### Resultaten in kleinere rondes
| Jaar | Tour Down Under | Tirreno-Adriatico | Ronde van Catalonië | Ronde van het Baskenland | Ronde van Californië | Critérium du Dauphiné | Ronde van Guangxi |
| ---- | --------------- | ----------------- | ------------------- | ------------------------ | -------------------- | --------------------- | ----------------- |
| 2017 | 26e             |                   | 75e                 | 14e                      | 14e                  | opgave                |                   |
| 2018 | 17e             |                   | 44e                 | 6e                       |                      |                       |                   |
| 2019 |                 |                   | 9e                  | 11e                      |                      |                       | ↑ (1)             |
| 2020 |                 |                   |                     |                          |                      | 20e                   |                   |
| 2021 |                 |                   | 19e                 | 18e                      | 11e                  |                       |                   |
| 2022 |                 | opgave            |                     | 9e                       |                      | opgave                |                   |
| 2023 |                 | 6e                |                     | 5e                       |                      | 17e                   |                   |

## Ploegen
- 2016 –  Klein Constantia
- 2017 –  Quick Step Floors
- 2018 –  Quick-Step Floors
- 2019 –  Deceuninck–Quick-Step
- 2020 –  Movistar Team
- 2021 –  Movistar Team
- 2022 –  Movistar Team
- 2023 –  Movistar Team
- 2024 –  Movistar Team
- 2025 –  Movistar Team

Bico · Bokeloh · Cavagna · García · Kasperkiewicz · Lehky · Mas · Molly · Narváez · Schachmann · Schlegel · Schreurs · Sisr · Lecroq (stagiair)
Alaphilippe · Bauer · Boonen (tot 09/04) · Brambilla · Capecchi · Cavagna · de la Cruz · De Plus · Declercq · Devenyns · Gaviria · Gilbert · Jungels · Keisse · Kittel · Lampaert · Martin · Martinelli · Mas · Richeze · Sabatini · Schachmann · Serry · Štybar · Terpstra · Trentin · Vakoč · Velits · Vermote · Hodeg (stagiair) · Kasperkiewicz (stagiair)
Alaphilippe · Asgreen · Capecchi · Cavagna · De Plus · Declercq · Devenyns · Gaviria · Gilbert · Hodeg · Jakobsen · Jungels · Keisse · Knox · Lampaert · Martinelli · Mas · Mørkøv · Narváez · Richeze · Sabatini · Schachmann  · Sénéchal · Serry · Štybar · Terpstra · Vakoč · Viviani
Alaphilippe · Asgreen · Capecchi · Cavagna · Declercq · Devenyns · Evenepoel   · Gilbert · Hodeg · Honoré · Jakobsen · Jungels · Keisse · Knox · Lampaert · Martinelli · Mas · Mørkøv · Richeze · Sabatini · Sénéchal · Serry · Štybar · Vakoč · Viviani 
Alba · Arcas · Betancur (tot 31/08) · Carretero · Cataldo · Cullaigh · Elosegui · Erviti · Hollmann · Jacobs · Jorgenson · E. Mas · L. Mas · Mora · Norsgaard · Oliveira · Pedrero · Prades · Roelandts · Rojas · Rubio · Samitier · Sepúlveda · Soler · Torres · Valverde · Verona · Villella
Alba · Arcas · Carretero · Cataldo · Cullaigh · Elosegui · Erviti · García · González ·  Hollmann · Jacobs · Jorgenson · López (tot 1/10) · E. Mas · L. Mas · Mora · Mühlberger · Norsgaard · Oliveira · Pedrero · Rojas · Rubio · Samitier · Serrano · Soler · Torres · Valverde · Verona · Villella
Aranburu · Arcas · Barta · Elosegui · Erviti · García · González · Hollmann · Izagirre · Jacobs · Jorgenson · Kanter · Lazkano · E. Mas · L. Mas · Mühlberger · Norsgaard · Oliveira · Pedrero · Rangel Costa · Rodríguez · Rojas · Rubio · Samitier · Serrano · Sosa · Torres · Valverde · Verona
Aranburu · Arcas · Barta · Erviti · García · Gaviria · González · Guerreiro · Hollmann · Izagirre · Jacobs · Jorgenson · Kanter · Lazkano · E. Mas · L. Mas · Mühlberger · Norsgaard · Oliveira · Pedrero · Rangel Costa · Rodríguez · Rojas · Romeo · Rubio · Samitier · Serrano · Sosa · Torres · Verona
Aranburu · Arcas · Barrenetxea · Barta · Canal · Cavagna · Cimolai · Formolo · García · Gaviria · Guerreiro · Jacobs · Lazkano · Mas · Milesi · Moro · Mühlberger · Norsgaard · Oliveira · Pedrero · Quintana · Rangel Costa (tot 19/8) · Romeo · Romo · Rubio · Samitier · Serrano · Sosa · Torres